# 危地马拉外交
危地马拉外交是指中美洲国家危地马拉政府实行的外交政策。

## 政策
危地马拉主张维护国际和平与安全，尊重民族自决和不干涉别国内政，以和平手段解决国际争端。积极参与国际事务和推动地区一体化进程。曾任2012-2013年度联合国安理会非常任理事国。

## 对外贸易
危地马拉主要出口咖啡、蔗糖、香蕉等传统农产品。主要出口对象国为美国、中美洲国家、欧元区国家、墨西哥、巴拿马等国；主要进口消费品、原料及半成品、资本品和燃油等，主要进口来源国为美国、墨西哥、中美洲国家、中国、欧元区国家、哥伦比亚等国。2020年出口额115.6亿美元，进口额182.1亿美元。